# Stefan Sacha
Stefan Sacha (ur. 26 sierpnia 1888 w Wojniczu, zm. 29 maja 1943 w Warszawie) – polski polityk, dziennikarz, poseł na Sejm I, II i III kadencji w II RP z ramienia Związku Ludowo-Narodowego oraz Stronnictwa Narodowego w latach 1922–1935, prezes Zarządu Głównego konspiracyjnego Stronnictwa Narodowego w latach 1941–1943.

## Życiorys

### Wykształcenie i służba wojskowa
Ukończył szkołę powszechną w Wojniczu i gimnazjum w Tarnowie, gdzie w 1907 uzyskał świadectwo dojrzałości. Następnie studiował na wydziałach filozoficznych uniwersytetów: w Wiedniu, Krakowie i Londynie. Wybuch I wojny światowej przeszkodził mu w uzyskaniu stopnia naukowego doktora.
W sierpniu 1914 wcielony do armii austriackiej, walczył na froncie rosyjskim i włoskim, gdzie przebywał do marca 1916. W czerwcu tego roku przydzielony do Powiatowej Komendy Uzupełnień w Nowym Sączu, pracował tam do kwietnia 1919, od listopada 1918 już jako oficer Wojska Polskiego. Był od 1918 członkiem Ligi Narodowej. Będąc jeszcze oficerem austriackim oddał poważne usługi polskiej sprawie jako członek konspiracyjnej organizacji, współpracującej z tajnym komitetem obywatelskim w Nowym Sączu. Po zakończeniu działań wojennych został zweryfikowany w stopniu porucznika ze starszeństwem z dniem 1 czerwca 1919 i 511. lokatą w korpusie oficerów rezerwowych piechoty. Posiadał przydział mobilizacyjny do 64 Grudziądzkiego pułku piechoty. W 1934 pozostawał na ewidencji Powiatowej Komendy Uzupełnień w Toruniu.

### Działalność zawodowa
Od czerwca 1920 pracował w Ministerstwie byłej Dzielnicy Pruskiej, w którym był zastępcą naczelnika Wydziału Prasowego i skąd przeszedł do pracy redakcyjnej w „Kurierze Poznańskim”. Od 19 grudnia 1920 przez 13 lat był redaktorem naczelnym dziennika „Słowo Pomorskie” w Toruniu. Piastował także godność wiceprezesa, a w latach 1931–1932 pełnił obowiązki prezesa Syndykatu Dziennikarzy Pomorza.
Działał także w takich organizacjach, jak: Towarzystwo Powstańców i Wojaków „Straż”, Bractwo Strzeleckie czy Centralny Komitet Pomorski dla Odbudowy Kresów Wschodnich.
Po opuszczeniu Torunia w roku 1933 udał się do Gniezna, był tam redaktorem naczelnym pisma „Lech”. 2 września 1935 przeniósł się do Warszawy, gdzie objął redakcję „Warszawskiego Dziennika Narodowego” i sprawował funkcję aż do wybuchu II wojny światowej.

### Działalność polityczna
Wchodził w skład Zarządu Głównego utworzonego w 1919 Związku Ludowo-Narodowego, przemianowanego następnie w 1928 na Stronnictwo Narodowe (SN). Od lutego 1935 aż do wybuchu wojny w 1939 był członkiem Rady Naczelnej i sekretarzem Zarządu Głównego SN. Należał także do kierownictwa tajnej organizacji Straż Narodowa, utworzonej w 1928 po rozwiązaniu Ligi Narodowej. Po rozłamie w SN w kwietniu 1934, z którego wyłonił się Obóz Narodowo-Radykalny, zasiadł w komisji powołanej przez Romana Dmowskiego dla ustalenia jego inspiratorów.
W listopadzie 1922 został wybrany z listy nr 8 Chrześcijańskiego Związku Jedności Narodowej na posła do Sejmu RP w okręgu nr 10 (Włocławek, Nieszawa, Lipno). Następnie kandydował do Sejmu w wyborach 1928 r., w okręgu 31 (Toruń, Chełmno, Wąbrzeźno, Brodnica, Lubawa, Działdowo) z listy nr 24 - Katolicko-Narodowej; został wówczas tylko zastępcą posła z tej listy, lecz wszedł do parlamentu w grudniu 1929, po zrzeczeniu się mandatu przez posła Franciszka Wrzesińskiego. W kolejnych wyborach do Sejmu w 1930 r. kandydował z listy nr 4 - narodowej i w okręgu 31; wybrany został z listy okręgowej. W dwóch ostatnich kadencjach sejmowych był członkiem Klubu Narodowego. 
W drugiej połowie lat 30. należał obok Tadeusza Bieleckiego i Mieczysława Trajdosa do przedstawicieli faszyzującej grupy „młodych” w SN. Wewnątrz tej grupy doszło w 1938 do dalszego rozłamu: Sacha opowiedział się po stronie dopuszczającej współpracę z sanacją frakcji Bieleckiego w konflikcie z ówczesnym prezesem Kazimierzem Kowalskim i Jędrzejem Giertychem, którzy wykluczali porozumienie z innymi siłami politycznymi w kraju. Zajął krytyczne stanowisko wobec zorganizowanego przez Adama Doboszyńskiego w czerwcu 1936 marszu endeków na Myślenice .
Zgodnie z ustalonym 5 września 1939 podziałem kierownictwa SN udał się do Lublina, skąd wrócił do Warszawy na początku 1940. W konspiracji działał nadal w SN, zajmując się prasą i propagandą w prezydium partii, a po aresztowaniu przez Niemców Mieczysława Trajdosa w maju 1941 został prezesem Zarządu Głównego partii w kraju. Od czerwca 1941 reprezentował SN w Politycznym Komitecie Porozumiewawczym (PKP), przekształconym w marcu 1943 w Krajową Reprezentację Polityczną (KRP) . W konspiracji używał pseudonimów „Marek”, „Stefan” i „Kalina”.
Był redaktorem pisma „Walka” wydawanego przez stołeczne SN i znanego potocznie za jego prezesury jako „sacharyna”. Sprzeciwiał się eksponowaniu haseł antysemickich . Po agresji niemieckiej na ZSRR 22 czerwca 1941 „Walka” wysunęła postulat roszczeń terytorialnych wobec ZSRR, jednocześnie jednak przedstawiając zawarty 30 lipca 1941 układ Sikorski–Majski w pozytywnym świetle jako szansę na odbudowę potęgi Polski w oparciu o sojusz z Wielką Brytanią i USA, w czym odbiegała od stanowiska bielecczyków na emigracji. Według powojennej relacji zamieszczonej przez „Myśl Polską” Sacha był na przełomie 1941/1942 inspiratorem zwrotu demokratyczno-liberalnego w polityce krajowego SN. Niemniej „Walka” głosiła w styczniu 1942 konieczność „silnej władzy”, we wrześniu 1942 komentowała tendencje „demokracji, liberalizmu i humanitaryzmu” jako grożące „anarchią” i „kiereńszczyzną”, w grudniu zaś krytykowała aliantów za zwalczanie dyktatury Francisco Franco w Hiszpanii.
Po spotkaniu 31 marca 1942 z emisariuszem premiera gen. Władysława Sikorskiego płk. Józefem Spychalskim Sacha podjął 3 maja 1942 negocjacje z komendantem głównym Armii Krajowej gen. Stefanem Roweckim w sprawie scalenia Narodowej Organizacji Wojskowej z AK . W czerwcu 1942 nawoływał na łamach „Walki” do porzucenia sporów politycznych na rzecz wyzwolenia kraju, po czym 1 lipca 1942 doszło do buntu szefa wydziału organizacyjnego Komendy Głównej NOW Augusta Michałowskiego przeciwko planom podporządkowania organizacji AK, a we wrześniu do formalnego rozłamu w SN i NOW na tym tle. W relacji dla Bieleckiego z kwietnia 1944 Michałowski zarzucił Sasze współpracę polityczną z PKP i zdanie się na opór AK przeciwko komunistom w razie przejęcia przez nich władzy w kraju. 19 września i 26 października Sacha próbował uzyskać zgodę na scalenie od przebywającego w Londynie Bieleckiego. 4 listopada wraz z komendantem NOW ppłk. Józefem Rokickim podpisał rozkaz scaleniowy dla NOW . Prasa i propaganda secesjonistów skupionych wokół Narodowych Sił Zbrojnych okrzyknęła go wówczas zdrajcą i „sikorszczykiem”, dekonspirując go przez publiczne użycie imienia i inicjału nazwiska. Od września 1942 do stycznia 1943 prowadził zakończone niepowodzeniem rozmowy ze Stronnictwem Ludowym w sprawie przystąpienia SN do czynnego udziału w pracach Delegatury Rządu na Kraj i PKP pod warunkiem umożliwienia bezpośredniej łączności z Bieleckim i wprowadzenia bielecczyków do rządu londyńskiego. O rozmowach tych powiadomił Bieleckiego kanałem Delegatury. Na początku 1943 Zarząd Główny SN pod przewodnictwem Sachy rozważał wycofanie z PKP wobec rozmów Delegatury z Polską Partią Robotniczą (PPR) .
Sacha odegrał rolę pośrednika w spotkaniu prezesa Rady Głównej Opiekuńczej Adama Ronikiera z zastępcą komendanta głównego gen. Tadeuszem Komorowskim, które odbyło się około 23/24 stycznia 1943.
15 maja 1943 Sacha został aresztowany podczas niemieckiej obławy w kawiarni Fuchsa przy ul. Filtrowej w Warszawie wraz ze Stanisławem Tabaczyńskim, kierownikiem organizacji „Ojczyzna”, reprezentującej frakcję „starych” w SN. Został osadzony na Pawiaku i 29 maja rozstrzelany w masowej egzekucji w ruinach getta warszawskiego. Według ks. Jana Stępnia akta Gestapo z jego przesłuchania stwierdzały: „milczy jak skała” .

## Rodzina
Był synem Józefa, majstra stelmaskiego i Marii z domu Marek. 27 września 1921, w kaplicy bł. Bronisławy w Krakowie, ożenił się z Zofią z Szimów, z którą miał synów: Józefa, Bolesława i Kazimierza.
Z małżeństwa zawartego w 1921 z Zofią Szim (1898–1986), nauczycielką, miał trzech synów: Józefa (ur. 1923), Bolesława (ur. 1925) oraz Kazimierza (ur. 1927).